# Micah Lea‘alafa
Micah Lea‘alafa (ur. 1 czerwca 1991 w Yandinie w Prowincji Centralnej) – salomoński piłkarz grający na pozycji pomocnika w klubie Waneagu United oraz reprezentacji Wysp Salomona, której jest kapitanem. Uprawia również futsal i jest członkiem reprezentacji Wysp Salomona w futsalu.

## Kariera
Karierę rozpoczynał w klubie Solomon Warriors. W 2015 trafił do Auckland City. Z klubem dwukrotnie wygrał Ligę Mistrzów OFC. W sezonie 2015/16 został nawet wybrany najlepszym piłkarzem rozgrywek. W 2019 podpisał kontrakt z południowoafrykańskim Maritzburg United. W 2020 powrócił na Wyspy Salomona. Obecnie jest zawodnikiem Waneagu United.
W reprezentacji Wysp Salomona zadebiutował 24 marca 2016 w meczu z Papuą-Nową Gwineą. Pierwszą bramkę w kadrze zdobył trzy dni później w starciu z tym samym rywalem. Został powołany na Puchar Narodów Oceanii 2016. Obecnie jest kapitanem drużyny narodowej.